# Serge Blanc
Serge Blanc (Lione, 22 ottobre 1972) è un ex calciatore francese, di ruolo difensore.

## Palmarès

### Club

#### Competizioni nazionali
- Coppa di Lega francese: 2

Montpellier: 1991-1992
Ol. Lione: 2000-2001